# Sách Lăng
Sách Lăng (chữ Hán: 策棱; chữ Mông Cổ: ᠴᠡᠷᠢᠩ, chữ Cyril: цэрэн, chữ Mãn: ᡮ᠊ᡝᡵᡳᠩ, bính âm: Ts῾ering, ? - 1750), Bác Nhĩ Tế Cát Đặc thị, Thai cát của Khách Nhĩ Khách, hậu duệ của Thành Cát Tư Hãn. Ông là một trong những tướng lĩnh và Ngạch phò của nhà Thanh, cũng là 1 trong 2 người Mông Cổ duy nhất được phối hướng trong Thái miếu.

## Cuộc đời
Năm Khang Hi thứ 31 (1692), ông nội của ông là Đan Luật (丹律) mang theo ông đến cư trú tại Tháp Mễ Nhĩ (塔米尔), quy phục nhà Thanh. Khang Hi Đế cực kỳ vui mừng, phong cho ông làm Khinh xa Đô úy, lưu lại Kinh sư, vào nội đình học tập, đem bộ chúng của ông quy vào Sát Cáp Nhĩ Tương Hoàng kỳ.
Năm thứ 45 (1706), ông được chỉ hôn với con gái thứ 10 của Khang Hi, thụ phong Hòa Thạc Ngạch phò, ban phẩm cấp Bối tử. Tháng 5 thì chính thức thành hôn. Sau khi thành hôn, Hoàng nữ được phong làm "Hòa Thạc Thuần Khác Công chúa", nhậm mệnh cùng trở về cư trú tại Tháp Mễ Nhĩ. Năm thứ 59 (1720), ông nhiều lần đánh bại quân Chuẩn Cát Nhĩ, thụ phong Trát Tát Khắc.
Năm Ung Chính nguyên niên (1723), ông đặc biệt được phong làm Đa La Quận vương. Năm thứ 2 (1724), ông đóng quân ở A Nhĩ Thái (阿尔泰) và được phong làm Phó tướng. Cùng năm, nhờ quân công mà được phong Khách Nhĩ Khách Quận vương. Mẹ vợ là Quý nhân Ô Lạp Na Lạp thị cũng được gia tôn làm Hoàng khảo Thông tần. Năm thứ 5 (1727), ông cùng Nội đại thần Tư Cách (斯格) đến sông Chikoy ký Hiệp ước Kyakhta với Đại sứ Nga là Sava Vladislavich.
Năm thứ 9 (1731), ông đánh bại quân Chuẩn Cát Nhĩ, giành đại thắng ở Ngạc Đăng Sở Lặc (鄂登楚勒), được tấn phong làm Hòa Thạc Thân vương, ban thưởng bốn ngàn lượng bạc, trở thành Đại Trát Tát Khắc của Khách Nhĩ Khách. Năm thứ 10 (1732), chiến thắng trong trận Quang Hiển Tự (光显寺之战), ông được tứ hiệu "Siêu Dũng Thân vương", tấn phong Cố Luân Ngạch phò. Triều đình nhà Thanh đã lấy 19 kỳ thuộc về Thổ Tạ Đồ Hãn để ban cho ông, gọi chung là Tái Âm Nặc Nhan bộ. Năm thứ 11 (1733), nhậm chức Định Biên tả Phó tướng quân (定边左副将军), tiến vào chiếm giữ Khovd.
Năm Càn Long nguyên niên (1736), đóng quân tại Uliastai. Năm thứ 15 (1750), ông qua đời, được đưa vào thờ trong Hiền Lương từ và Thái miếu ở Kinh sư. Ông cùng với Tăng Cách Lâm Thấm là hai người Mông Cổ duy nhất được thờ tự trong Thái miếu, đều nhờ vào công bình định Chuẩn Cát Nhĩ và đều có mối quan hệ với Hoàng thất.

## Gia quyến

### Thê thiếp
- Đích thê: Cố Luân Thuần Khác Công chúa, Hoàng nữ thứ 10 của Khang Hi Đế

### Hậu duệ
Ông có tám người con trai, trong đó:
1. Trưởng tử: Thành Cổn Trát Bố (成衮札布, ? - 1771), mẹ là Thuần Khác Công chúa, được phong làm Thế tử, sau tập tước Trát Tát Khắc Thân vương kiêm Minh trưởng[2]. Sau khi ông qua đời, con trai thứ 7 là Lạp Vượng Đa Nhĩ Tể (Ngạch phò của Cố Luân Hòa Tĩnh Công chúa) tập tước.
2. Thứ tử: Sách Bố Đẳng Bố (策布登扎)